# Ciolpani (gmina)
Ciolpani – gmina w północnej części okręgu Ilfov w Rumunii. W skład gminy wchodzą cztery wsie: Ciolpani, Izvorani, Lupăria i Piscu. W 2011 roku liczyła 4811 mieszkańców.